# 20 kilometer gång för herrar vid olympiska sommarspelen 2016
Herrarnas 20 kilometer gång vid olympiska sommarspelen 2016, i Rio de Janeiro i Brasilien avgjordes den 12 augusti på Estádio Olímpico João Havelange.

## Medaljörer
| Spel              | Guld           | Silver         | Brons                      |
| 20 kilometer gång | Wang Zhen Kina | Cai Zelin Kina | Dane Bird-Smith Australien |

## Resultat
| Palcering | Namn                    | Nationalitet   | Tid     | Noteringar |
| --------- | ----------------------- | -------------- | ------- | ---------- |
| 1         | Wang Zhen               | Kina           | 1:19:14 |            |
| 2         | Cai Zelin               | Kina           | 1:19:26 | PB         |
| 3         | Dane Bird-Smith         | Australien     | 1:19:37 | PB         |
| 4         | Caio Bonfim             | Brasilien      | 1:19:42 | NR         |
| 5         | Christopher Linke       | Tyskland       | 1:20:00 |            |
| 6         | Tom Bosworth            | Storbritannien | 1:20:13 | NR         |
| 7         | Daisuke Matsunaga       | Japan          | 1:20:22 |            |
| 8         | Matteo Giupponi         | Italien        | 1:20:27 | PB         |
| 9         | Esteban Soto            | Colombia       | 1:20:36 | PB         |
| 10        | Evan Dunfee             | Kanada         | 1:20:49 |            |
| 11        | Miguel Ángel López      | Spanien        | 1:20:58 |            |
| 12        | Inaki Gomez             | Kanada         | 1:21:12 |            |
| 13        | Manish Singh            | Indien         | 1:21:21 |            |
| 14        | Ever Palma              | Mexiko         | 1:21:24 |            |
| 15        | Éider Arévalo           | Colombia       | 1:21:36 |            |
| 16        | Ruslan Dmjtrenko        | Ukraina        | 1:21:40 |            |
| 17        | Kim Hyun-sub            | Sydkorea       | 1:21:44 | SB         |
| 18        | Hagen Pohle             | Tyskland       | 1:21:44 |            |
| 19        | Jakub Jelonek           | Polen          | 1:21:52 |            |
| 20        | Alexandros Papamichail  | Grekland       | 1:21:55 |            |
| 21        | Isamu Fujisawa          | Japan          | 1:22:03 |            |
| 22        | Álvaro Martín           | Spanien        | 1:22:11 |            |
| 23        | Pedro Daniel Gómez      | Mexiko         | 1:22:22 |            |
| 24        | Richard Vargas          | Venezuela      | 1:22:23 |            |
| 25        | Yerko Araya             | Chile          | 1:22:23 |            |
| 26        | Marius Žiūkas           | Litauen        | 1:22:27 | SB         |
| 27        | Benjamin Thorne         | Kanada         | 1:22:28 |            |
| 28        | Máté Helebrandt         | Ungern         | 1:22:31 | PB         |
| 29        | Luis Fernando López     | Colombia       | 1:22:32 |            |
| 30        | Ersin Tacir             | Turkiet        | 1:22:53 |            |
| 31        | João Vieira             | Portugal       | 1:23:03 |            |
| 32        | Anton Kučmín            | Slovakien      | 1:23:17 |            |
| 33        | Rhydian Cowley          | Australien     | 1:23:30 |            |
| 34        | Georgij Sjeiko          | Kazakstan      | 1:23:31 |            |
| 35        | Ihor Hlavan             | Ukraina        | 1:23:32 |            |
| 36        | Hassanine Sebei         | Tunisien       | 1:23:44 |            |
| 37        | Daniel Pintado          | Ecuador        | 1:23:44 |            |
| 38        | Nils Brembach           | Tyskland       | 1:23:46 |            |
| 39        | Chen Ding               | Kina           | 1:23:54 |            |
| 40        | Nazar Kovalenko         | Ukraina        | 1:24:40 |            |
| 41        | Paolo Yurivilca         | Peru           | 1:24:48 |            |
| 42        | Eiki Takahashi          | Japan          | 1:24:59 |            |
| 43        | Aliaksandr Liachovitj   | Belarus        | 1:25:04 |            |
| 44        | Lebogang Shange         | Sydafrika      | 1:25:07 |            |
| 45        | Marco Antonio Rodríguez | Bolivia        | 1:25:11 | SB         |
| 46        | Alex Wright             | Irland         | 1:25:25 |            |
| 47        | Artur Brzozowski        | Polen          | 1:25:29 |            |
| 48        | Erik Tysse              | Norge          | 1:26:06 |            |
| 49        | Kévin Campion           | Frankrike      | 1:26:22 |            |
| 50        | Erick Barrondo          | Guatemala      | 1:27:01 |            |
| 51        | Juan Manuel Cano        | Argentina      | 1:27:27 |            |
| 52        | Julio César Salazar     | Mexiko         | 1:27:38 |            |
| 53        | Sérgio Vieira           | Portugal       | 1:27:39 |            |
| 54        | Hamid Reza Zouravand    | Iran           | 1:27:45 |            |
| 55        | Francisco Arcilla       | Spanien        | 1:27:50 |            |
| 56        | José María Raymundo     | Guatemala      | 1:29:07 |            |
| 57        | Choe Byeong-kwang       | Sydkorea       | 1:29:08 |            |
| 58        | Wayne Snyman            | Sydafrika      | 1:29:20 |            |
| 59        | Marius Šavelskis        | Litauen        | 1:29:26 |            |
| 60        | Nguyễn Thành Ngưng      | Vietnam        | 1:30:01 |            |
| 61        | Byun Young-jun          | Sydkorea       | 1:30:38 |            |
| 62        | Mert Atlı               | Turkiet        | 1:31:36 |            |
| 63        | Moacir Zimmermann       | Brasilien      | 1:33:58 |            |
| 64        | Samuel Ireri Gathimba   | Kenya          | DNF     |            |
| 64        | Simon Wachira           | Kenya          | DNF     |            |
| 64        | Perseus Karlström       | Sverige        | DNF     |            |
| 64        | Dzianis Simanovitj      | Belarus        | DNF     |            |
| 64        | José Alessandro Bagio   | Brasilien      | DNF     |            |
| 64        | Andrés Chocho           | Ecuador        | DQ      | R230.7     |
| 64        | Mauricio Arteaga        | Ecuador        | DQ      | R230.7     |
| 64        | Ganapathi Krishnan      | Indien         | DQ      | R230.7     |
| 64        | Łukasz Nowak            | Polen          | DQ      | R230.7     |
| 64        | Quentin Rew             | Nya Zeeland    | DQ      | R230.7     |
| 64        | Gurmeet Singh           | Indien         | DQ      | R230.7     |